# Nguyễn Văn Hải (kiểm sát viên)
Nguyễn Văn Hải là kiểm sát viên cao cấp Việt Nam. Ông hiện giữ chức vụ Vụ trưởng Vụ thực hành quyền công tố và kiểm sát điều tra án ma túy (vụ 4), Viện kiểm sát nhân dân tối cao Việt Nam. Ông nguyên là Viện trưởng Viện kiểm sát nhân dân tỉnh Điện Biên.

## Tiểu sử
Từ tháng 6 đến tháng 12 năm 2015, Nguyễn Văn Hải là Thủ trưởng Cơ quan điều tra Viện kiểm sát nhân dân tối cao.
Từ ngày 15 tháng 12 năm 2015, Nguyễn Văn Hải, được Viện trưởng Viện kiểm sát nhân dân tối cao Việt Nam Nguyễn Hòa Bình bổ nhiệm giữ chức vụ Viện trưởng Viện kiểm sát nhân dân tỉnh Điện Biên nhiệm kì 5 năm theo Quyết định số 203/QĐ-VKSTC-V15 ngày 10/12/2015 của Viện trưởng VKSNDTC.
Từ ngày 15 tháng 8 năm 2017, Nguyễn Văn Hải, Viện trưởng Viện kiểm sát nhân dân tỉnh Điện Biên, được Viện trưởng Viện kiểm sát nhân dân tối cao Việt Nam Lê Minh Trí bổ nhiệm giữ chức vụ Vụ trưởng Vụ kiểm sát việc giải quyết các vụ, việc dân sự, hôn nhân và gia đình (vụ 9) theo Quyết định số 20/QĐ-VKSTC ngày 10/8/2017 của Viện trưởng Viện kiểm sát nhân dân tối cao Việt Nam.
Từ ngày 1 tháng 6 năm 2018, Nguyễn Văn Hải, Vụ trưởng Vụ kiểm sát việc giải quyết các vụ, việc dân sự, hôn nhân và gia đình (Vụ 9) giữ chức Vụ trưởng Vụ thực hành quyền công tố và kiểm sát điều tra án ma túy (Vụ 4), Viện kiểm sát nhân dân tối cao Việt Nam.